# Billy Bragg

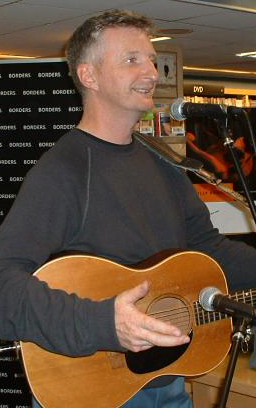
Billy Bragg, 2003.

Stephen William Bragg, mer känd som Billy Bragg, född 20 december 1957 i Barking, är en brittisk artist som spelar en blandning av folkmusik, punk och protestsånger. Hans texter avhandlar både romantiska och politiska teman. 
Bragg har samarbetat med bland annat Johnny Marr från The Smiths, Leon Rosselson, medlemmar ur R.E.M., Less Than Jake, Kirsty MacColl och Wilco. Bragg spelar och talar ofta under Tolpuddle Martyrs festival. 2012 spelade han på Way out west-festivalen i Göteborg.

## Bakgrund
Billy Bragg föddes i Barking och växte upp i London och även om han nu bor i en liten by i Dorset associeras han fortfarande med sina rötters London och kallas ibland "the Bard of Barking". Bragg är ett fan av West Ham United. Braggs prestationer i skolan var mediokra, men han var duktig i engelska. Han lämnade skolan med usla betyg, men fast besluten att göra något med sitt liv. Han började öva upp sina gitarrfärdigheter tillsammans med sin barndomsvän "Wiggy".  De gjorde musik inspirerad av bland annat The Faces, The Small Faces, The Rolling Stones och slutligen punk, speciellt The Clash.[källa behövs] 1977 bildade Bragg och Wiggy punkbandet Riff Raff och turnerade runt Englands pubar och klubbar, men lade ner bandet efter ett antal misslyckade singelsläpp. Efter arbetslöshet och en kort tid i brittiska armén återvände Bragg till Barking och koncentrerade sig på låtskrivande och att förbättra sina färdigheter som gitarrist. Återvalet av Margaret Thatcher som premiärminister 1983 cementerade Braggs socialistiska  hemvist och hans låtar blev allt mer politiska. Bragg började uppträda i tunnelbanan och på klubbar under namnet Spy vs Spy där han upptäcktes av en representant för skivbolaget Charisma Records.

## Genombrott och karriär
Billy Bragg fick möjligheten att spela in demos av sina låtar som sedan gavs ut som debutskivan Life's a Riot with Spy vs Spy 1983. Albumet som innehöll en blandning av politiska skildringar av det brittiska klassamhället och kärlekslåtar blev ingen omedelbar framgång men fick bra kritik och uppmärksammades av bland andra radioprofilen John Peel. "A New England" blev en populär låt och i januari 1984 gick albumet upp på UK Indie Charts förstaplats där den låg kvar i tre månader. Skivan sålde i en halv miljon exemplar och blev guldskiva i Storbritannien.
I oktober 1984 släppte Bragg sitt andra album Brewing Up With Billy Bragg som nådde 16:e plats på UK Albums Chart utan någon draghjälp av en singel. Textmässigt fortsatte Bragg med sina hårda politiska angrepp och soundet utvecklades med inslag av orgel och trumpet som tillägg till Braggs karakteristiska kompgitarrspel. Den följdes av EP'n Between the Wars 1985 och LP'n Talking With the Tax Man About Poetry 1987. Braggs musik hade nu även börjat uppmärksammas i USA där Talking With the Tax Man... fick ett positivt mottagande.
Parallellt med skivutgivningarna turnerade Bragg runt om i Storbritannien och omsatte sina politiska budskap i konkreta handlingar genom att stödja olika kampanjer och organisationer. 1988 var han med och bildade Red Wedge, ett kollektiv med olika musiker som stödde Labour-partiet. Samma år släppte Bragg albumet Workers Playtime som blev en ny stor framgång bland fans och kritiker.
År 1991 släpptes Bragg det kritikerrosade albumet Don't Try This at Home där han blandade olika musikaliska genrer och för första gången backades upp av ett helt band.
År 1998 gav han ut Mermaid Avenue, det första av tre album
i samarbete med Wilco med texter av Woody Guthrie.
Kirsty MacColl hade 1985 en hit med en cover på Braggs sång "A New England", tidigare utgiven på Braggs debutalbum Life's a Riot with Spy vs Spy.

## Diskografi
- 1983 – Life's a Riot with Spy vs Spy
- 1984 – Brewing Up with Billy Bragg
- 1986 – Talking with the Taxman About Poetry
- 1988 – Workers Playtime
- 1991 – Don't Try This at Home
- 1992 – The Internationale
- 1996 – William Bloke
- 1997 – Bloke on Bloke
- 1998 – Mermaid Avenue (med Wilco)
- 2000 – Mermaid Avenue Vol. II (med Wilco)
- 2002 – England, Half English
- 2008 – Mr. Love & Justice
- 2011 – Fight Songs
- 2012 – Mermaid Avenue Vol. III (med Wilco)
- 2012 – Mermaid Avenue: The Complete Sessions (med Wilco)
- 2013 – Tooth & Nail
- 2017 – Bridges Not Walls